# Теорема Ферма о прямоугольном треугольнике
Теорема Ферма о прямоугольном треугольнике – это доказательство несуществования в теории чисел, единственное полное доказательство, оставленное Пьером Ферма. Теорема имеет несколько эквивалентных формулировок:
- Если три квадратных числа образуют арифметическую прогрессию, то шаг прогрессии не может быть квадратом.
- Не существует двух пифагоровых троек, в которых два катета одной тройки являются катетом и гипотенузой другой тройки.
- Прямоугольный треугольник, у которого длины всех трёх сторон являются рациональным числом, не может иметь площадь, равную квадрату рационального числа. Площадь, определённая таким образом, называется конгруэнтным числом, так что никакое конгруэнтное число не может быть квадратом.
- Прямоугольный треугольник и квадрат с одинаковой площадью не могут иметь соизмеримые стороны (величины соизмеримы, если частное этих величин является рациональным числом).
- Единственными рациональными точками на эллиптической кривой {\displaystyle y^{2}=x(x-1)(x+1)} являются три тривиальные точки (0,0), (1,0) и (−1,0).
- Диофантово уравнение {\displaystyle x^{4}-y^{4}=z^{2}} не имеет целых решений.

Немедленным следствием последнего из приведённых утверждений является верность великой теоремы Ферма для показателя {\displaystyle n=4}.

## Формулировка

### Квадраты арифметических прогрессий
В 1225 итальянскому математику Фибоначчи предложили найти способ построения троек  квадратов, которые находятся на одинаковом расстоянии друг от друга, образуя арифметическую прогрессию. Один из способов описания решения Фибоначчи – представить эти числа как разность катетов, гипотенузы и суммы катетов пифагоровой тройки, а шаг прогрессии тогда будет равен учетверённой площади этого треугольника. В более поздней работе об этой проблеме, опубликованной в  Книге квадратов, Фибоначчи заметил, что шаг арифметической прогрессии квадратов сам по себе не может быть квадратом, но не представил  удовлетворительного доказательства этого факта.
Если бы три квадрата {\displaystyle a^{2}}, {\displaystyle b^{2}} и {\displaystyle c^{2}} образовали арифметическую прогрессию, у которой шаг является также квадратом {\displaystyle d^{2}}, то эти числа удовлетворяли бы диофантовым уравнениям
{\displaystyle a^{2}+d^{2}=b^{2}} и {\displaystyle b^{2}+d^{2}=c^{2}}.
В этом случае, по теореме Пифагора, они образовали бы два прямоугольных треугольника с целочисленными сторонами, в котором пара {\displaystyle (d,b)} были бы катетом и гипотенузой меньшего треугольника и та же самая пара была бы катетами большего треугольника. Но если (как показал Фибоначчи) не существует квадратного шага в арифметической последовательности квадратов, то не может существовать двух прямоугольных треугольников с целыми сторонами, у которых две совпадающие стороны связаны таким образом.

### Площади прямоугольных треугольников
Поскольку шаг прогрессии квадратов равен четырём площадям пифагорова треугольника, а умножение на четыре не меняет, является ли число квадратом, существование квадратного шага в арифметической последовательности квадратов эквивалентно существованию пифагорова треугольника с площадью, равной квадрату целого числа. Это тот вариант, который рассматривал Ферма в своём доказательстве и в котором он показал, что таких треугольников не существует. На эту задачу Ферма натолкнул не Фибоначчи, а чтение книги  Диофанта, изданной Клодом Гаспаром Баше. Эта книга описывает различные специальные прямоугольные треугольники, площадь которых связана с квадратами, но не предполагается, что является квадратами.
Преобразованием уравнений для двух пифагоровых треугольниках выше, а затем путём их перемножения, можем получить диофантово уравнение
{\displaystyle b^{4}-d^{4}=(b^{2}-d^{2})(b^{2}+d^{2})=a^{2}c^{2}}
которое можно упростить до
{\displaystyle b^{4}-d^{4}=e^{2}.}
И обратно, любое решение этого уравнения можно разложить так, что получим квадратный шаг в арифметической последовательности квадратов. Таким образом, разрешимость этого уравнения эквивалентна существованию квадратного шага в арифметической последовательности квадратов. Но если бы великая теорема Ферма не была бы верна для экспоненты {\displaystyle n=4}, то любой контрпример был бы теми самыми тремя квадратами, которые удовлетворяют уравнению. Таким образом, из доказательства Ферма, что не существует пифагорова треугольника с площадью, равной квадрату целого числа, вытекает, что уравнение не имеет решений, а потому (для этого случая) великая теорема Ферма верна.
Ещё одна формулировка той же проблемы использует конгруэнтные числа, числа, являющиеся площадями прямоугольных треугольников с рациональными сторонами. Умножая обе стороны на общий знаменатель, можно любое конгруэнтное число преобразовать в площадь пифагорова треугольника, откуда следует, что конгруэнтные числа – это в точности числа, получаемые умножением шага в арифметической последовательности квадратов на квадрат рационального числа. Таким образом, не существует квадратного шага в арифметической последовательности квадратов тогда и только тогда, когда число 1 не является конгруэнтным. Эквивалентная формулировка: невозможно, чтобы квадрат (геометрическая фигура) и прямоугольный треугольник имели равную площадь и все стороны попарно соизмеримы (величины соизмеримы, если частное этих величин является рациональным числом).

### Эллиптическая кривая
Ещё одна эквивалентная формулировка теоремы Ферма использует эллиптическую кривую, состоящую из точек, декартовы координаты {\displaystyle (x,y)} которых удовлетворяют уравнению
{\displaystyle y^{2}=x(x+1)(x-1).}
Это уравнение имеет очевидные решения (0,0), (1,0) и (−1,0). Теорема Ферма эквивалентна утверждению, что только у этих точек кривой обе координаты рациональны.

## Доказательство Ферма
В течение жизни Ферма предлагал некоторым другим математикам доказать несуществование пифагорова треугольника с площадью, являющейся квадратом, но сам доказательство не опубликовал. Однако он записал доказательство на полях изданной Клодом Баше «Арифметики» Диофанта, которое вскоре обнаружил и опубликовал посмертно его сын.
Доказательство Ферма использует метод бесконечного спуска. Он показал, что из любого экземпляра пифагорова треугольника с квадратной площадью можно получить такой же экземпляр с меньшей площадью. Поскольку пифагоровы треугольники имеют положительную целочисленную площадь, а бесконечной убывающей последовательности положительных целых чисел не существует, не может существовать и пифагоровых треугольников с площадью, являющейся квадратом целого числа.
Предположим, что {\displaystyle x}, {\displaystyle y} и {\displaystyle z} являются целыми сторонами прямоугольного треугольника с площадью, являющейся квадратом целого числа. После деления на общие множители мы можем считать треугольник простым, а из известных формул для простых пифагоровых треугольников, можно полагать {\displaystyle x=2pq}, {\displaystyle y=p^{2}-q^{2}} и {\displaystyle z=p^{2}+q^{2}}, в результате чего задача превращается в нахождение взаимно простых целых чисел {\displaystyle p} и {\displaystyle q} (одно из которых чётно), таких, что {\displaystyle pq(p^{2}-q^{2})} является квадратом. Четыре линейных множителя {\displaystyle p}, {\displaystyle q}, {\displaystyle p+q} и {\displaystyle p-q} взаимно просты, а потому сами должны быть квадратами. Пусть {\displaystyle p+q=r^{2}} и {\displaystyle p-q=s^{2}}. Важно заметить, что и {\displaystyle r}, и {\displaystyle s} должны быть нечётными, поскольку только одно из чисел {\displaystyle p} или {\displaystyle q} чётно, а другое нечётно. Таким образом, и {\displaystyle (r-s)}, и {\displaystyle (r+s)} чётны, и одно из них делится на 4. Из этих двух чисел Ферма получает два других числа, {\displaystyle u=(r-s)/2} и {\displaystyle v=(r+s)/2}, одно из которых чётно. Поскольку {\displaystyle u^{2}+v^{2}=p} является квадратом, {\displaystyle u} и {\displaystyle v} являются катетами другого простого пифагорова треугольника, площадь которого равна {\displaystyle (uv)/2=q/4}. Поскольку  {\displaystyle q} само является квадратом, и поскольку {\displaystyle uv} чётно, {\displaystyle q/4} является квадратом. Таким образом, любой пифагоров треугольник с площадью, равной квадрату целого числа, приводит к меньшему пифагорову треугольнику с квадратной площадью, что завершает доказательство.

## Внешние ссылки
- Weisstein, Eric W. Fermat's Right Triangle Theorem (англ.) на сайте Wolfram MathWorld.